# Calspan
Calspan Corporation est une société scientifique et technologique fondée en 1943 à partir du laboratoire de recherche de la division aéronautique Curtiss-Wright à Buffalo (New York). De 1946 à 1972, elle porte le nom de Cornell Aeronautical Laboratory.
La société se compose de quatre unités opérationnelles principales : recherche en vol, recherche sur les transports, sciences aérospatiales et enquêtes sur les accidents. Le principal site de la société est à Cheektowaga, New York. Elle possède d'autres installations telles que le centre de recherche en vol à Niagara Falls (New York) et des antennes pour les essais en vol à Edwards Air Force Base, Californie et au Naval Air Station Patuxent River dans le Maryland. Calspan possède également treize bureaux extérieurs dans l'est des États-Unis qui effectuent des enquêtes sur les accidents pour le compte du département des Transports des États-Unis.

## Histoire
La société a été créée en tant qu'entreprise privée de défense lors de la Seconde Guerre mondiale. Dans le cadre de sa planification fiscale à la suite de l'effort de guerre, Curtiss-Wright a fait don de l'installation à l'Université Cornell pour qu'elle fonctionne « en tant que fiducie publique ». Sept autres compagnies d'aviation de la côte est ont également fait don de 675 000 $ pour fournir un fonds de roulement au laboratoire.
Le laboratoire s'est appelé Cornell Aeronautical Laboratory (CAL) de 1946 à 1972. Au cours de cette même période, l'université Cornell a créé une nouvelle école supérieure d'ingénierie aérospatiale sur son campus d'Ithaca (New York). À la fin des années 1960 et au début des années 1970, au moment de la guerre du Viêt Nam, les universités sont critiquées pour mener des recherches à caractère militaire et l'université Cornell tente de rompre ses liens avec le laboratoire. Des laboratoires similaires dans d'autres universités, tels que le laboratoire Lincoln et le laboratoire Draper du MIT, sont également critiqués. Cornell accepte une offre d'EDP Technology pour acheter le laboratoire en 1971, malgré l'opposition d'employés qui font une offre concurente, . Toutefois la vente n'a pas lieu et, en 1972, Cornell transforme le laboratoire devenu « Calspan Corporation » en une société commerciale vendue au public.
Calspan a été la première société d'aviation de ce type d'entreprise avec Arvin Industries, Space Industries International, Veridian Corporation et General Dynamics.
En 2005, Calspan Corporation est redevenue une société indépendante lorsqu'un groupe de gestion local a acheté les groupes de tests aéronautiques et de transport de la filiale Western New York de General Dynamics.
Le fabricant de composants aérospatiaux TransDigm Group a acquis Calspan pour 725 millions de dollars en mai 2023,.

## Réalisations
Cornell Aeronautical Laboratory a inventé le mannequin de test de collision en 1948, la ceinture de sécurité automobile en 1951, l'unité mobile de terrain avec radar Doppler à impulsions pour le suivi météorologique en 1956, la première simulation aéroportée d'un autre avion (le North American X-15) en 1960, l'utilisation d'un système de radar de suivi de terrain en 1964, l'utilisation d'un faisceau laser pour mesurer la constante universelle des gaz parfaits en 1966 et le prototype du système de lecture des empreintes digitales du FBI en 1972. CAL a servi d'« honnête courtier » en effectuant des comparaisons objectives entre les projets concurrents de construction de matériel militaire. Il a également mené des recherches classifiées sur les méthodes anti-insurrectionnelles en Thaïlande pour le DoD.

## Activités
Calspan possède et exploite, ou a possédé et exploité, une flotte d'avions équipés de systèmes expérimentaux, notamment le General Dynamics X-62 VISTA, le Convair NC-131H TIFS, quatre Learjet, un Gulfstream III, un Saab 340 et un avion de voltige Hawker-Beechcraft Bonanza.